# .ai
.ai е интернет домейн от първо ниво за Ангила.
Администрира се от правителството на Ангила. Представен е през 1995 г.